# Монхес, Рубен
Рубен Монхес Фигари (исп. Rubén Monges Figari; родился 6 февраля 1993 года в Эрнандариасе) — парагвайский футболист, защитник клуба «Депортиво Пасто».

## Клубная карьера
Монхес — воспитанник клуба «Либертад». 24 августа 2013 года в матче против «Депортиво Капиата» он дебютировал в парагвайской Примере. В 2014 году для получения игровой практики Рубен на правах аренды перешёл в «Рубио Нью». 26 апреля в поединке против «3 февраля» Монхес дебютировал за клуб.
Летом 2016 года Рубен перешёл в «Хенераль Кабальеро». 10 июля в матче против «Хенераль Диас» он дебютировал за новую команду. 3 декабря в поединке против «Соль де Америка» Монхес забил свой первый гол за «Хенераль Кабальеро».
В начале 2017 года Рубен присоединился к «Депортиво Капиата». 6 февраля в матче против столичного «Насьоналя» он дебютировал за новый клуб.

## Международная карьера
В начале 2013 года в Монхес стал серебряным призёром молодёжного чемпионата Южной Америки в Аргентине. На турнире он сыграл в матчах против команд Уругвая и Чили.

## Достижения
Международные
 Парагвай (до 20)
- Молодёжный чемпионат Южной Америки — 2013